# Titelschild (Buch)

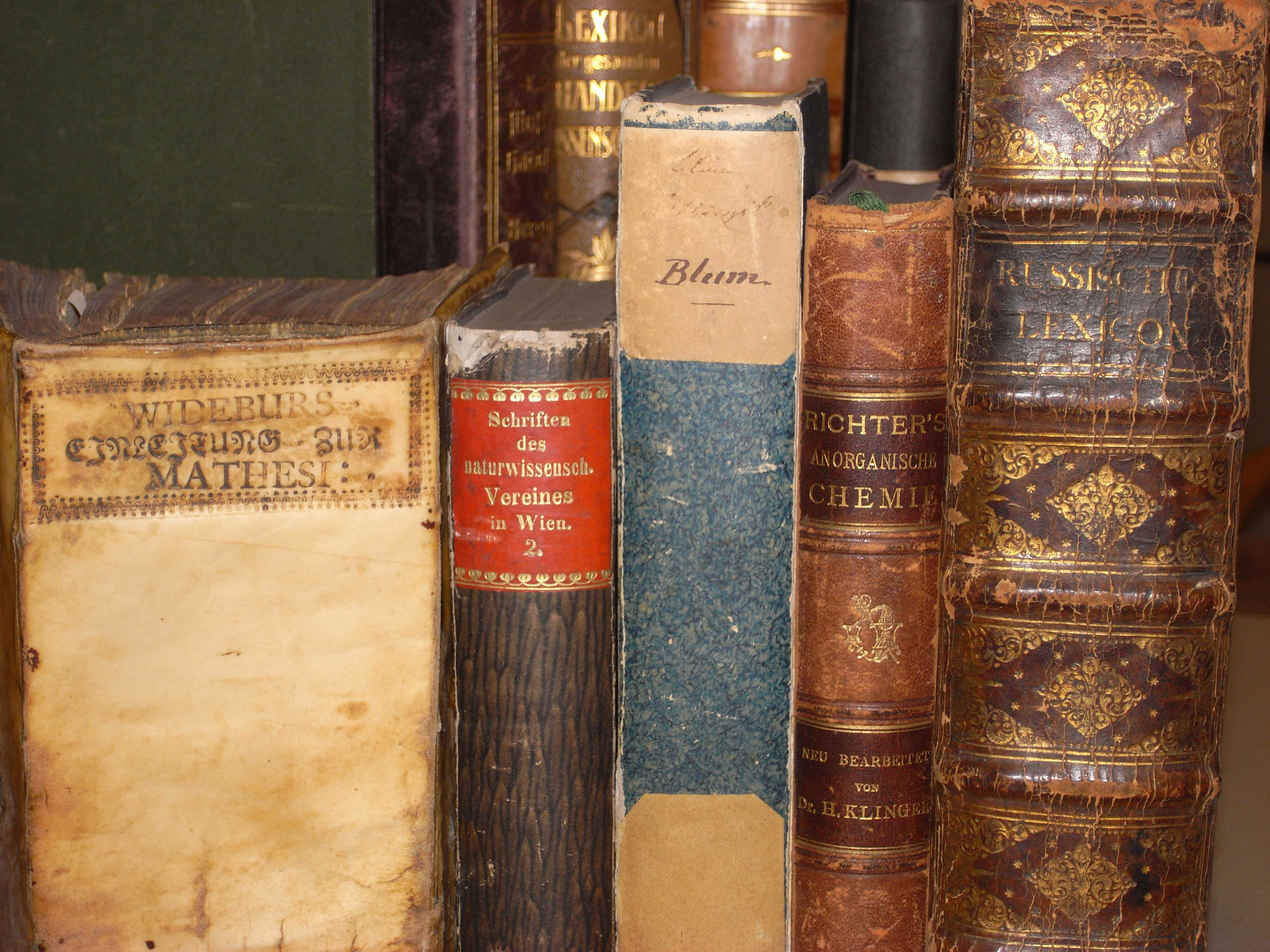
Titelschilder auf Buchrücken
v. l. n. r. Blindprägung auf Pergamenteinband (1726), Titelschild mit Goldprägung (1863), Interimstitelschild (1840), Rückenprägung (1895), Rückenprägung (1731)

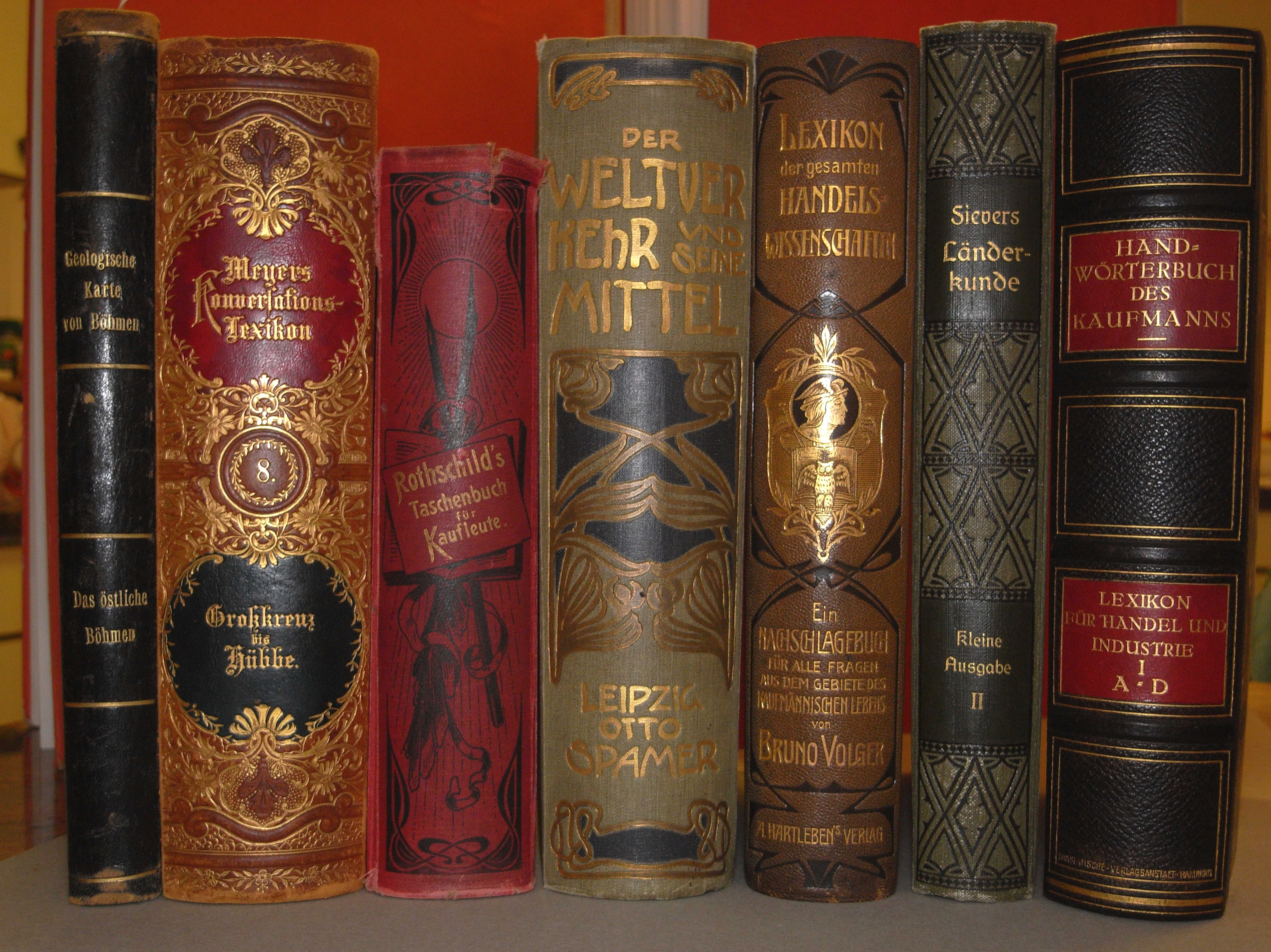
Buchtitelgestaltung zwischen 1896 und 1925

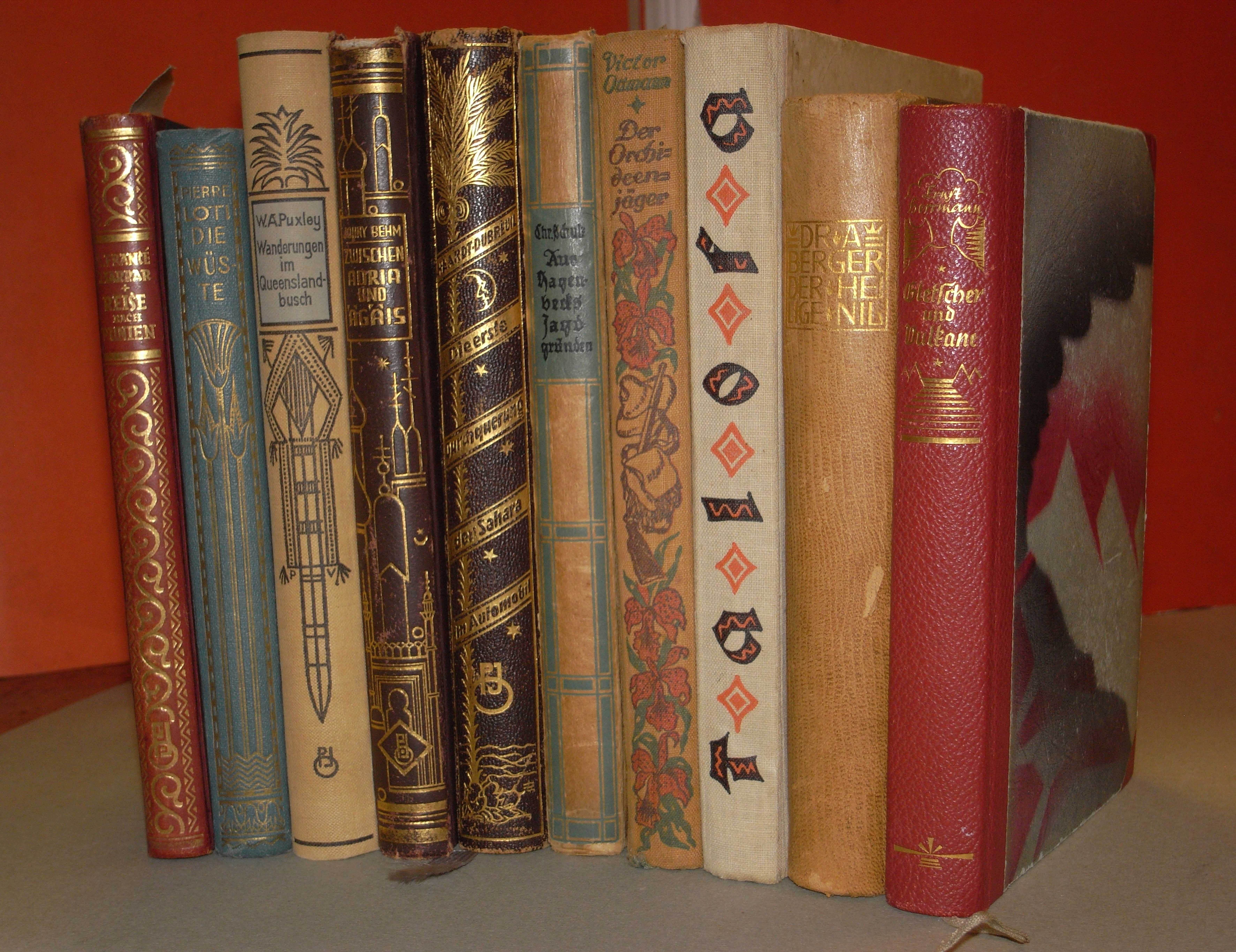
Buchtitelgestaltung zwischen 1922 und 1934

Das Titelschild eines Buches befindet sich in der Regel auf seinem Rücken. Es dient der schnellen Auffindung im Buchregal. Seit dem Mittelalter unterlag das Titelschild einer beachtlichen Wandlung.

## Frühe und klassische Formen
Die frühesten Titelaufschriften sind an mittelalterlichen Pergament- oder Schweinsledereinbänden zu beobachten. Jene Folianten tragen vereinzelt handschriftliche Signaturen, weil deren Text noch nicht gedruckt war. Eine durchgehende Titelbeschriftung war zu diesem Zeitpunkt nicht üblich. Ein wichtiger Grund dafür bestand darin, dass man im Mittelalter Bücher selten stehend, sondern vorrangig liegend aufbewahrte. Der Umfang mittelalterlicher Bibliotheken war auch relativ überschaubar, da jedes Buch von speziell dafür eingearbeiteten Mönchen in Skriptorium handschriftlich vervielfältigt werden musste.
Nach der Erfindung des Buchdruckes mit beweglichen Lettern um 1450 nahm die Zahl der Bücher technologisch bedingt zu. Diese Entwicklung veränderte auch das Buchbinderhandwerk. Bücher bzw. ihr Einband mussten nun rationeller gefertigt werden. Mittels gegossenen und nachbearbeiteten Bronzebuchstaben sowie Ornamentstempeln gestalteten die Buchbinder den Buchrücken, indem sie die erhitzten Werkzeuge mit hohem Druck auf das Leder oder Pergament drückten. Die Technik des Blattvergoldens war in den Buchbindereien dieser Zeit noch nicht überall verbreitete Praxis. Deshalb sind Blindprägungen bei Inkunabeln und den Einbänden der Reformationszeit typische Gestaltungsmerkmale.
In der Periode zwischen Renaissance und Romantik waren Titelprägungen auf dem Lederrücken in Gold mit reicher Ornamentik die verbreitete Gestaltungsvariante. Das Titelfeld des Rückens liegt dabei immer zwischen zwei Bünden (wulstige Ausprägungen). Im 18. Jahrhundert verbreitete sich die Gewohnheit, die Titelprägung farbig zu unterlegen. Typisch sind dabei rote, grüne und blaue Pigmentfelder mit der jeweiligen Goldprägung.
Einzelne und damit aufgeklebte Titelschilder setzten sich in der zweiten Hälfte vom 18. Jahrhundert zunehmend durch. Diese Entwicklung ging mit anderen Vereinfachungen der Bindetechnik einher. Beispielsweise wurden die wulstigen Bünde am Buchrücken flacher, weil die Bindetechnik von einer neuen Hefttechnologie schrittweise verdrängt wurde (eingesägte Bünde).

## Moderne Gestaltungen
Eine besondere gestalterische Aufmerksamkeit erfuhr der Rückentitel noch einmal im Übergang vom 19. zum 20. Jahrhundert, besonders durch Einflüsse des Jugendstils und bei den Einbandgestaltungen während der Zeit der Reformbestrebungen in den 1920er Jahren. Dabei löste sich oft die klar abgegrenzte Form des Rückentitels auf. Die Einbandgestalter beanspruchten nun für ihre Entwürfe den gesamten Buchrücken und verzichteten dabei auf die klassische Feldergliederung. Das gesamte Buch wurde seit dem Jugendstil und der folgenden Neuen Sachlichkeit zum Anliegen eines Gesamtentwurfes. Im von Ganzheitlichkeit beeinflussten Buchdesign ist der Titel ein eingebundenes Detail. Die Entwicklung der Schrift- und Ornamentgestaltung von Bucheinbänden dieser Epoche kann nicht losgelöst betrachtet werden. Ausdrucksstarke Schriftentwürfe finden sich parallel in der Plakatkunst und werden von der sich vehement entwickelnden Werbebranche lebhaft eingesetzt. Die so beeinflusste Einbandgestaltung blieb bis in die Mitte der 1930er Jahre dominant.
Besonderen Vorschub leisteten dafür die technisierten Methoden zur Klischeeherstellung. Die Prägeklischees mussten nicht mehr ausschließlich durch Handarbeit gefertigt werden, sondern konnten über maschinelle und chemische Vorgänge nahezu jeden Entwurf relativ preisgünstig umsetzen. Die Goldprägung dominierte über die vielen Jahrhunderte die Buchrücken und bekam erst im 20. Jahrhundert durch farbige Prägefolien Konkurrenz. Dadurch erweiterten sich die Gestaltungsmöglichkeiten.

## Materialien
Die weitaus häufigste Ausführung der Titelschrift erfolgte mit Blattgold. Blattsilber hatte sich auf Grund der langsam eintretenden Schwärzung nicht durchsetzen können. Der Untergrund für die Prägungen war bis in das 18. Jahrhundert überwiegend das Leder des Bucheinbandes. Im gleichen Jahrhundert traten die aufgeklebten Titelschilder aus besonders dünnen und gesondert eingefärbten Ledersorten oder Papieren häufiger auf. Um die Kante des aufgeklebten Materials zu kaschieren, wurde der Rand vielfach mit einer Linie oder einem anderen Ornament überprägt. Das geschah mittels einer Filete.